# Sarnowice
Sarnowice – część miasta Otmuchów w Polsce położona w województwie opolskim, w powiecie nyskim, w gminie Otmuchów.
Wieś Sarnowice przyłączono do miasta 1 stycznia 2018 roku.
W latach 1975–1998 miejscowość administracyjnie należała do ówczesnego województwa opolskiego.

## Historia
Od końca XVIII w. wieś posiadała pieczęć gminną, na której wizerunku przedstawiono pięć kwiatów wyrastających z murawy.

## Zabytki
Do wojewódzkiego rejestru zabytków wpisany jest:
- dom nr 17, murowano-szachulcowy, z XIX w.